# The World Needs a Hero
Albums de Megadeth
Risk
(1999) The System Has Failed
(2004)
Singles
1. Moto Psycho
Sortie : avril 2001
2. Dread and the fugitive Mind
Sortie : 2001

The World Needs a Hero est le 9e album du groupe de thrash metal américain Megadeth. Il est sorti le 15 mai 2001 via Sanctuary Records et a été produit par Dave Mustaine et Bill Kennedy.

## Historique
Après la séparation avec la maison de disques Capitol Records, l'album est le premier d'un nouveau contrat avec le label Sanctuary Records, contrat de deux disques. L'album marque le dernier enregistrement avec Jimmy DeGrasso à la batterie et l'arrivée d'un nouveau guitariste, Al Pitrelli, qui remplace ici Marty Friedman. Le premier bassiste de Megadeth, David Ellefson, enregistre également son dernier album avec Jimmy DeGrasso. Toutefois, Ellefson revient dans le groupe en 2010.
La couverture de l'album est réalisée par Hugh Syme. La couverture représente la mascotte du groupe Vic Rattlehead sortant du corps ensanglanté de sa victime. Vic Rattlehead réapparait pour la première fois sur une jaquette de Megadeth depuis l'album Rust in Peace.
L'enregistrement eu lieu dans les studios Henson Recordings à Hollywood en Californie. Des enregistrements additionnels furent effectués dans les studios Salt Mine de Mesa en Arizona et Scream Studios de Studio City en Californie.
Le titre Return to Hangar est une sorte de suite au titre Hangar 18, qui se trouve sur l'album Rust in Peace.
La chanteuse Heather Keckler est la seconde vocaliste sur les titres The World Needs a Hero et 1000 Times Goodbye.
Cet album se classa à la 16e place du Billboard 200 aux États-Unis mais n'y resta classé que six semaines. En France, il atteindra la 28e place des meilleures ventes de disques en mai 2001.

## Liste des titres
Toutes les pistes ont été écrites par Dave Mustaine, sauf indication.
Album original
1. Disconnect – 5:20
2. The World Needs a Hero – 3:52
3. Moto Psycho – 3:06
4. 1000 Times Goodbye – 6:26
5. Burning Bridges – 5:20
6. Promises (Dave Mustaine & Al Pitrelli) – 4:28
7. Recipe for Hate... Warhorse – 5:18
8. Losing My Senses – 4:40
9. Dread and the Fugitive Mind – 4:25
10. Silent Scorn (instrumental) – 1:43
11. Return to Hangar – 4:00
12. When – 9:14

Titre bonus de la réédition 2019
1. Coming Home - 2:35

## Composition du groupe
- Dave Mustaine - chants, guitare
- David Ellefson - basse
- Al Pitrelli - guitares, chœurs
- Jimmy Degrasso - batterie

### Musiciens additionnels
- Chris Vrenna - percussions sur Disconnect[1]
- Suzie Katayama - arrangement des cordes sur Promises[1]
- Bob Findley - trompette sur Silent Scorn[1]
- Heather Keckler - mots sur The World Needs a Hero et 1000 Times Goodbye

## Thèmes des chansons
- Promises est, selon Dave Mustaine lui-même, à propos d'un couple qui ne pourra jamais être ensemble. Cela pourrait parler d'un mariage interracial ou homosexuel, mais le thème c'est deux personnes qui ne peuvent être ensemble dans cette vie et qui se retrouveront dans l'au-delà. Ainsi on trouve dans le refrain "I will meet you in the next life, I promise you" (Je te retrouverai dans la prochaine vie, je te le promets).
- 1000 Times Goodbye parle, comme le titre Promises, des amours déçues.
- Silent Scorn est un instrumental de Mustaine en hommage aux Westerns spaghetti et particulièrement à Clint Eastwood. Pour ce morceau Dave Mustaine a fait spécialement appel à Bob Findley pour les passages à la trompette.
- Moto Psycho est une chanson sur les gens travaillant loin de leur domicile, et qui doivent parcourir un long trajet pour arriver à leur travail, qui passent beaucoup de temps sur les routes.
- Return to Hangar, suite de Hangar 18, parle des restes du Hangar, plusieurs paroles de la chanson sont d'ailleurs reprises ici.

## Charts
Album
| Pays        | Chart                       | Meilleure position | Nombre de semaines | Réf    |
| ----------- | --------------------------- | ------------------ | ------------------ | ------ |
| Allemagne   | Media Control Charts        | 36e                | 1                  | [ 2 ]  |
| Autriche    | Ö3 Austria Top 40           | 59e                | 2                  | [ 3 ]  |
| Canada      | Billboard                   | 20e                | 1                  | [ 4 ]  |
| États-Unis  | Billboard 200               | 16e                | 6                  | [ 5 ]  |
| Finlande    | Suomen virallinen lista     | 23e                | 3                  | [ 6 ]  |
| France      | SNEP                        | 28e                | 3                  | [ 7 ]  |
| Japon       | Oricon                      | 17e                | 4                  | [ 8 ]  |
| Italie      | FIMI                        | 24e                | 1                  | [ 9 ]  |
| Pays-Bas    | Dutch Charts                | 80e                | 1                  | [ 10 ] |
| Royaume-Uni | The Official Charts Company | 45e                | 2                  | [ 11 ] |
| Suède       | Sverigetopplistan           | 38e                | 1                  | [ 12 ] |
| Suisse      | Swiss Music Charts          | 94e                | 2                  | [ 13 ] |

Single
| Année | Single        | Chart                  | Durée du classement | Position |
| ----- | ------------- | ---------------------- | ------------------- | -------- |
| 2001  | "Moto Psycho" | Mainstream Rock Tracks | 11 semaines         | 22e      |